# Haumont-près-Samogneux
Haumont-près-Samogneux és un municipi francès situat al departament del Mosa i a la regió del Gran Est. L'any 2007 no tenia cap habitant.

## Demografia

### Població
El 2007 la població de fet de Haumont-près-Samogneux era de 0 persones.
La població ha evolucionat segons el següent gràfic:
Habitants censats

## Poblacions més properes
El següent diagrama mostra les poblacions més properes.